# Hilbrand Rozema
Hilbrand Rozema (Groningen, 1971) is een Nederlands dichter en journalist.

## Loopbaan
Rozema doorliep de havo aan het Greijdanus College in Zwolle en ging vervolgens naar de Evangelische School voor Journalistiek. Hierna vervulde hij zijn militaire dienst bij de Koninklijke Landmacht; hij was daarbij redacteur van een legerblad.
Rozema begon zijn journalistieke loopbaan bij de Amersfoortse Courant. Al snel werd hij freelance redacteur bij het Nederlands Dagblad. Ook werkte hij namens de EO mee aan het actualiteitenprogramma Twee vandaag. Daarnaast schrijft hij poëzie met christelijke en mythische thema's.

## Dichtbundels
- (1997) Paradijs
- (2003) Blauwe Plekken
- (2008) Slagveldtoerisme
- (2025) Tijd is een leeuwerik

- Digitale Bibliotheek voor de Nederlandse Letteren: roze001
- Virtual International Authority File: 57801816